# National Space Society
La National Space Society (NSS) és una organització internacional estatunidenca sense ànim de lucre 501(c)(3) en l'educació i l'organització científica especialitzada en la defensa espacial. És membre de les organitzacions benèfiques independents d'Amèrica i un participant anual en la Combined Federal Campaign. La visió de la societat és: "Les persones que viuen i treballen en comunitats pròsperes més enllà de la Terra, i l'ús dels vastos recursos d'espai per a la millora espectacular de la humanitat."
La societat dona suport a missions tripulades espacials, així com a les missions espacials no tripulades, ambdues públiques (per exemple, la NASA, l'Agència Espacial Federal Russa i l'Agència Espacial Japonesa) i per les organitzacions del sector privat (per exemple, el Premi Ansari X, la Transformational Space Corporation, l'Scaled Composites, etc.).

## Història
La societat va ser establerta als Estats Units el 28 de març de 1987 per la fusió del National Space Institute, fundada el 1974 pel Dr. Wernher von Braun, i la L5 Society, fundada el 1975 sobre la base dels conceptes del Dr. Gerard K. O'Neill.
La societat té un Consell d'administració elegit voluntàriament i una Junta de govern. El president de la Junta de Govern és l'expresentador de televisió de la sèrie de televisió 20/20 de l'ABC i presentador de notícies Hugh Downs. El president del Consell d'Administració és en Kirby Ikin.
La National Space Society va ser atorgada amb el premi"Five-Star Best in America" d'Amèrica per les Caritats Independents d'organització en els Estats Units de 2005.
El 2014, la National Space Society va llançar el programa Enterprise In Space. Per tal de despertar l'interès en l'educació per a l'espai i la ciència, la tecnologia, l'enginyeria, l'art i les matemàtiques (STEAM), Enterprise In Space està previst dissenyar, construir i llançar una nau espacial impresa en 3D en l'òrbita terrestre que portaria més de 100 experiments dels estudiants dels equips de postgrau K. L'orbitador està planejat per ser retornat a la Terra amb els experiments perquè els equips d'estudiants els analitzin.

## Ad Astra
La Societat publica una revista Ad Astra, que es publica trimestralment en forma impresa i electrònica.

## Conferència de Desenvolupament Espacial internacional
La societat acull una Conferència Internacional Anual de Desenvolupament Espacial (ISDC) va dur a terme a les principals ciutats dels Estats Units, sovint durant o a prop del cap de setmana del Memorial Day.

## Xarxa de seccions de l'NSS

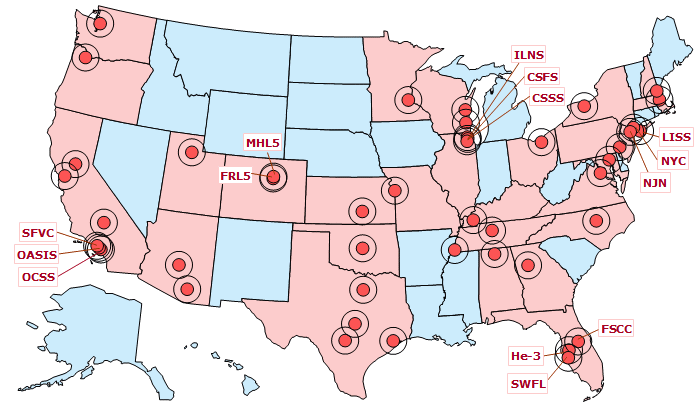
Les localitzacions i l'"àmbit d'actuació" dels actuals seccions de l'NSS als Estats Units (imatge cortesia de l'NSS)

Hi ha un gran nombre de seccions de l'NSS per tot el món. Les seccions poden servir a una àrea local, com una escola, un poble o ciutat, o tenir un interès actual o especial interès, com els coets o un club d'astronomia, o un programa educatiu/comunitari. Les seccions són els òrgans perifèrics de la societat mitjançant l'organització d'esdeveniments, comunicació amb el públic sobre els mèrits i avantatges de l'exploració espacial, i treballant per educar els líders polítics.

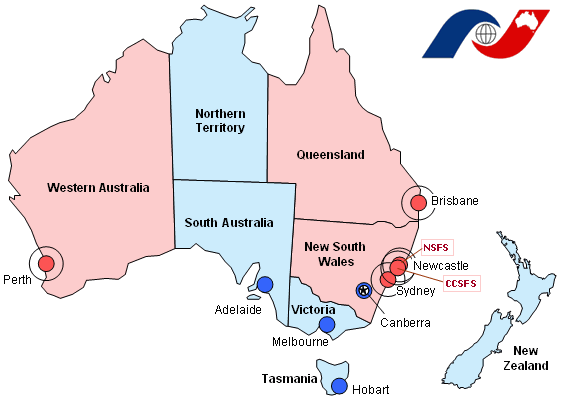
Localització de les actuals seccions de l'NSS a Austràlia (imatge cortesia de l'NSS)

### Societat Espacial nacional d'Austràlia
Un fort contingent de seccions es va troba a Austràlia. Abans de la fusió NSI-L5, la L5 Society ha estat el desenvolupament de seccions en tot el món, i a Austràlia, se n'havien establert tres. La "Southern Cross L5 Society" es va formar el 1979, amb grups a Sydney, Adelaide (1984) i Brisbane (1986).Es va decidir a finals de 1989 per crear la National Space Society of Australia (NSSA) que podria actuar com una organització paraigua
Esforços similars s'han realitzat al Brasil, Canadà i Mèxic, així com els països europeus que tenen una forta presència en la indústria aeroespacial. entre ells França, Alemanya i els Països Baixos

## Premis
i dos premis importants que es presenten en anys alterns.
La societat administra diversos premis. Aquests se solen presentar durant la Conferència Internacional del Desenvolupament Espacial que alberga l'NSS. Aquests premis són en reconeixement de l'esforç voluntari en particular, premis per treballs de seccions de l'NSS, el premi "Space Pioneer",

### Premi commemoratiu Robert A. Heinlein
El Premi commemoratiu Robert A. Heinlein, es dona en els anys parells (2004, 2006, etc.) per "honorar aquells individus que han fet de forma significativa, a la dedicació a la creació d'una civilització espacial lliure.
Guanyadors del Premi Heinlein:
- 2016 - Dr. Jerry Pournelle[10]
- 2014 - Elon Musk
- 2012 - Dr. Stephen Hawking
- 2010 - Dr. Peter Diamandis
- 2008 - Burt Rutan
- 2006 - General de Brigada Charles E. "Chuck" Yeager
- 2004 - Capità James Lovell
- 2002 - Robert Zubrin
- 2000 - Neil Armstrong
- 1998 - Dr. Carl Sagan
- 1996 - Dr. Buzz Aldrin
- 1994 - Dr. Robert H. Goddard
- 1992 - Gene Roddenberry
- 1990 - Dr. Wernher von Braun
- 1988 - Sir Arthur C. Clarke
- 1986 - Dr. Gerard K. O'Neill

### Premi NSS Von Braun
El Premi NSS Von Braun es dona en els anys senars (1993, 1995, etc.) "per reconèixer l'excel·lència en la gestió i el lideratge de per a un projecte relacionat amb l'espai en el qual el projecte és important i reeixida i el gerent té la lleialtat d'un equip fort que ell o ella ha creat ". Els premiats són:
Guanyadors del Premi Von Braun:
- 2015 - Equip del projecte Mars Curiosity Rover
- 2013 - Dr. A.P.J. Abdul Kalam
- 2011 - JAXA Hayabusa Team
- 2009 - Elon Musk
- 2007 - Steven W. Squyres
- 2005 - Burt Rutan
- 2001 - Donna Shirley
- 1999 - Robert C. Seamans, Jr.
- 1997 - George Mueller
- 1995 - Max Hunter
- 1993 - Dr. Ernst Stuhlinger

### Altres beques i activitats de premi
Altres beques i NSS d'activitats del premi proporciona o assisteix amb incloure els premis següents:
- Els premis Pioneer Space
- La beca NSS-ISU, valorat en 12.000 $, per la Universitat Internacional de l'Espai. Data límit d'inscripció és de 31 de desembre de cada any, per al seu estudi durant l'any següent. El receptor del 2005 va ser Robert Guinness de Saint Louis;
- Concurs internacional d'escriptura de ciència-ficció juvenil EURISY (l'NSS va proporcionar suport dels Estats Units en el 2005);
- Permission to Dream (Permís per Somiar), aventura espacial per a estudiants, professors i pares de la Space Frontier Foundation que està parcialment patrocinat per l'NSS.

## Afiliacions
La Societat Espacial Nacional és una organització d'aliança del Meade 4M Community, la Coalition for Space Exploration Arxivat 2016-10-05 a Wayback Machine., en suport de les iniciatives educatives i de divulgació de l' NSS, i un membre executiu de la fundació de la Alliance for Space Development.